# Atsjchoj-Martan
Atsjchoj-Martan (Russisch: Ачхой-Мартан, Tsjetsjeens: ТIаьхьа-Марта) is een dorp (selo) in de Russische autonome republiek Tsjetsjenië in het district Atsjchoj-Martanovski en vormt het bestuurlijk centrum van dit district. Volgens de Russische volkstelling van 2002 had het 16.742 inwoners. In 2018 was dat aantal toegenomen tot 23.667.
Het dorp ligt ongeveer 40 km ten westen van de stad Grozny. Ten noorden ervan ligt de federale snelweg P-217; de afstand over de weg naar Grozny bedraagt 51 km. Door het centrum van het dorp stroomt de rivier Martanka.
In 1944, na de deportatie van Tsjetsjenen en Ingoesjeten, en de opheffing van hun autonome republiek, werd het dorp hernoemd tot Novoselskoje. Na herstel van de republiek in 1957 kreeg het weer de oude naam.

## Bekende personen
- Desjerjev, Joenoes Desjerievitsj — taalkundige, historicus van de Kaukasus, lid van de Academie van Wetenschappen van de Tsjetsjeense Republiek.
- Mamakajev, Magomet Amajevitsj — partijleider uit de sovjettijd; Tsjetsjeens schrijver en dichter.
- Biboelatov, Magomet Chasanovitsj — beoefenaar van Mixed Martial Arts binnen de UFC.